# Binh thư yếu lược
Binh gia diệu lý yếu lược hay còn gọi là Binh thư yếu lược là một tác phẩm được cho là của Hưng Đạo vương Trần Quốc Tuấn, viết về nghệ thuật quân sự, đến nay đã thất truyền. 

## Các bản
Những cuốn sách hiện nay được xuất bản dưới tên gọi này chưa có gì kiểm chứng để chứng minh là có nguồn gốc từ tác phẩm của ông. Ví dụ cuốn sách được in bởi nhà xuất bản Xuân Thu, Sài Gòn năm 1969, nhưng người ta cho sách này là giả mạo, vì người ta cho rằng cuốn sách của Hưng Đạo Vương đã bị quân Minh thu về Trung Quốc, như được nhắc đến trong Việt Nam sử lược của Trần Trọng Kim. Nhà nghiên cứu Ngô Đức Thọ trong bài nghiên cứu "Đi tìm nguồn gốc và năm xuất hiện của văn bản Binh thư yếu lược" công bố năm 1986, cũng xác định rằng văn bản "Binh thư yếu lược" là một ngụy thư do người sau sáng tác, sớm nhất là vào năm 1869, chứ không phải là một văn bản nguyên gốc của Hưng Đạo vương Trần Quốc Tuấn từ thời Trần.
Binh thư yếu lược gồm có 4 quyển, với các chương như:
- Quyển 1: gồm 9 chương: Thiên tượng, Kén mộ, Chọn tướng, Đạo làm tướng, Kén luyện, Quân lễ, Tuyển người làm việc dưới trướng, Đồ dùng của binh lính, Hiệu lệnh.
- Quyển 2: gồm 10 chương: Hành quân, Hướng đạo, Đồn trú, Tuần canh, Quân tư, Hình thế, Phòng bị, Điểm về việc binh, Phép dùng gián điệp, Dùng cách lừa dối.
- Quyển 3: gồm 7 chương: Liệu thế giặc, Quyết chiến, Đặt cờ, Dã chiến, Sơn chiến, Thủy chiến, Lâm chiến.
- Quyển 4: gồm 7 chương: Đánh thành, Giữ thành, Công thành, Xông vây - ứng cứu, Lui đánh, Thắng và đặt phục, Phép nhận hạng [2]